# Juan I de Mecklemburgo
Juan I, señor de Mecklemburgo, apodado el teólogo (h. 1211 - 1 de agosto de 1264) fue señor de Mecklemburgo desde 1234 hasta su muerte.

## Biografía
Fue el hijo mayor de Enrique Borwin II de Mecklemburgo.
Gobernó Mecklemburgo junto con sus hermanos, hasta que decidieron dividir el territorio en 1234. Como el hijo mayor, recibió la tierra ancestral de la familia. En 1227, derrotó a los daneses en la batalla de Bornhöved, de esa forma liberando Mecklemburgo de la soberanía danesa. Sin embargo, Sajonia-Lauemburgo y Holstein luego empezó a reclamar soberanía sobre Mecklemburgo y tuvo que emprender la guerra contra ellos para conservar su soberanía.
En 1255, su hermano Pribislao I perdió su señorío de Parchim-Richenberg después de un conflicto con el obispo Rodolfo I de Schwerin. Pribislao fue hecho prisionero por el obispo y sus hermanos dividieron su territorio entre ellos mismos, con Juan I recibiendo Sternberg.
Juan I apoyó la iglesia y el asentamiento de alemanes en Mecklemburgo, que era aún predominantemente eslava durante su reinado. En 1262, concluyó una alianza con los güelfos contra Dinamarca.
Murió en 1264 y fue enterrado en la catedral de Bad Doberan.

## Matrimonio y descendencia
Juan I se casó con Lutgarda de Henneberg (1210-1267), la hija del conde Poppo VII de Henneberg. Con ella tuvo los siguientes hijos:
- Enrique I, apodado "el peregrino"
- Alberto I, gobernante conjunto desde 1264 o 1265
- Herman, deán de Schwerin
- Isabel, se casó con Gerardo I de Holstein-Itzehoe
- Nicolás III, canónigo en Lübeck, fue gobernante conjunto desde 1275 hasta 1283, cuando Enrique I estuvo en cautividad en Egipto
- Poppo, muerto antes de 1264
- Juan II, gobernante conjunto desde 1264 hasta 1283